# Lesser Slave
Il Lesser Slave è un fiume del Canada, che scorre in Alberta. Esso nasce dal Piccolo Lago degli Schiavi e dopo circa 60 chilometri confluisce nel fiume Athabasca, del quale è uno dei tributari.